# Scottish Marches

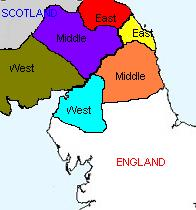
Landkarte der Scottish Marches

Scottish Marches (Schottische Marken) ist ein Begriff für die beiderseitige Grenzregion von England und Schottland. Ab der normannischen Eroberung Englands (1066) bis zur Regierung von Jakob VI., der als Jakob I. König von England wurde, waren Grenzzusammenstöße an der Tagesordnung und die Monarchen stützten sich auf Marcher Lords, um die Grenzregion zu verteidigen.
Auf beiden Seiten der Grenze gab es die Gebiete West March, Middle March und East March, die sich gegenseitig spiegelten, aber auch mit schottischen und englischen Regionen überlappten.
Berwick-upon-Tweed, eine strategisch wichtige Stadt am Nordufer des Tweed (der traditionellen Grenze in der East March), liegt leicht näher an Edinburgh als Newcastle. Sie war stark umkämpft und wechselte zwischen 1147 und 1482 mehr als 13 Mal die Landeszugehörigkeit. Bis zu Regierungszeit der Königin Elisabeth I. war es den Engländern viel Geld wert, die Befestigungen auf dem neuesten Stand zu halten, um die Stadt vor schottischen Überfällen zu schützen.